# CNRS Écologie & Environnement
Institut Écologie et Environnement
CNRS Écologie & Environnement est le nom d'usage de l’Institut Écologie et Environnement (abrégé en InEE) du CNRS. C'est un institut de recherche français créé en 2010.
Cet institut conduit des recherches qui visent à répondre aux enjeux planétaires posés par le changement global et promouvoir la recherche aux interfaces entre les grands champs disciplinaires, Sciences de la Terre, Sciences de la Vie, de l’Homme et de la Société, pour faire émerger les sciences pour l’environnement en tant que champ scientifique intégré,.

## Historique

### Contexte
La problématique de l’interdisciplinarité dans les études environnementales a véritablement émergé en France à la fin des années 1970 croisant les apports disciplinaires distincts, issus des Sciences de la Vie, Sciences de l’Univers, et des Sciences Humaines et Sociales. Ce mouvement s’est amplifié dans le courant des années 1980 et 1990, grâce à plusieurs programmes phares comme le PIREN (1979-1989), lancé fin 1978 sous l’égide du ministère de l’Environnement. Mais sa traduction institutionnelle avec la création de l'InEE ne s'est faite que bien plus tard, non sans turbulences et querelles au sein du CNRS et de la communauté scientifique française au sens large. En 1994 a été mis en place le Programme Environnement, Vie et Sociétés (PEVS) du CNRS qui a mobilisé une partie de la communauté scientifique autour de questions environnementales, traitées de façon interdisciplinaire. À sa dissolution en avril 2003, le département Sciences de l'Univers (SDU) et l’INSU sont alors responsables des questions environnementales au sein du CNRS. L'INSU est alors essentiellement une « agence de moyens » liée au département scientifique SDU du CNRS. Une nouvelle division, « Surfaces et interfaces continentales » (SIC), fut créée à l’INSU, ouverte à des chercheurs d’autres champs disciplinaires, par exemple des Sciences de la Vie (SDV). La transformation de l’INSU en Institut National des Sciences de l’Univers et de l’Environnement (INSU-E) avec en son sein une division traitant des interactions sociétés–milieux, fut évoquée mais ne se concrétisa pas.

### Création
Il a fallu attendre plusieurs années pour que soit créé l'InEE par la décision n° 100001DAJ du 21 janvier 2010 portant création et organisation des instituts et fixant la liste des sections et des commissions interdisciplinaires concernées par leur activité.

## Mission
Selon ses propres mots « L’Institut contribue à construire et à fournir les bases scientifiques pour une meilleure gestion des milieux, des ressources et des patrimoines, à préserver et renforcer les services de la biodiversité et des écosystèmes, à diffuser les concepts et les connaissances dans la société, dans tous les autres domaines scientifiques, chez les décideurs comme chez les acteurs ».
Au carrefour des Sciences de la Terre, de la Vie, de l’Homme et de la Société, l’InEE développe le concept d’écologie globale pour rechercher des solutions d’adaptation au changement global. Dans ce but, il met en œuvre des dispositifs dédiés tels que les Écotrons et les stations d’écologie expérimentales, les Observatoires Hommes-Milieux (OHM) et les Réseaux des Zones Ateliers (RZA) pour le suivi des territoires sur le long terme.

## Organisation

### Direction
La direction de l'institut est composée en 2023 d'un directeur et de deux directrices adjointes, secondées par cinq directions scientifiques :
- Écologie, évolution, biodiversité (rattachée à la section 29 du CoNRS)
- Écologie fonctionnelle (rattachée à la section 30)
- Interactions Hommes-Milieux (rattachée à la section 31)
- Initiatives transverses et interdisciplinaires (pilotage de la commission interdisciplinaire « Environnements sociétés : du savoir à l'action » (CID 52))
- Grands équipements et infrastructures

### Missions transverses
- Archives sédimentaires
- Écologie de la santé

### Liste des grands équipements et infrastructures

#### Écotrons
Les écotrons sont des installations à environnement contrôlé (controlled environment facilities - CEF, en anglais), telles que les chambres de croissance et les serres avancées, qui sont devenues des outils standard pour simuler différentes conditions environnementales et démêler leurs influences sur le fonctionnement de l'écosystème.
- L'Écotron européen de Montpellier (UAR[b] 3248 du CNRS) avec trois plateformes expérimentales (macrocosmes, mésocosmes, microcosmes).
- L'Écotron ÎIe-de-France (UMS[c] 3194 du CNRS) est situé à Saint-Pierre-lès-Nemours, en France, au Centre de recherche en écologie expérimentale et prédictive (CEREEP) et est exploité en partenariat avec l’École normale supérieure. Il se compose d'un bâtiment de recherche de 1 000 m2, de chambres de croissance (appelées Ecolabs), de microcosmes aquatiques et d'une plate-forme analytique.

Les écotrons sont partenaires du projet ESFRI d’infrastructure européenne AnaEE (Analysis and Experimentation on Ecosystems) et de sa composante française AnaEE-France, infrastructure nationale en biologie et santé (cf. infra).

#### AnaEE-France
L'infrastructure nationale AnaEE France est la composante française de l’infrastructure européenne AnaEE (Analysis and Experimentation on Ecosystems). Elle propose, en métropole et dans les outremers, six plateformes analytiques destinées à l'étude du fonctionnement des écosystèmes et de la biodiversité ainsi que des pipelines de production et de modélisation des données, dont les deux écotrons ci-dessus.

#### ReNSEE
Le ReNSEE est un réseau de stations d'écologie expérimentale en métropole et outre-mer. En 2023 il est composé de cinq stations dont trois en métropole, une en Guyane et une en Polynésie française :
- Centre de recherche en écologie expérimentale et prédictive (CEREEP), situé à Saint-Pierre-lès-Nemours en Seine-et-Marne ;
- Station alpine Joseph Fourier du Lautaret (SAJF), chargée notamment du Jardin du Lautaret, au col éponyme, dans les Hautes-Alpes ;
- Station d'écologie théorique et expérimentale (SETE), située à Moulis en Ariège ;
- Station des Nouragues, située dans la Réserve des Nouragues en Guyane ;
- Station d’écologie expérimentale du CRIOBE située à Moorea en Polynésie française.

#### Zones Ateliers
L’objectif des Zones Ateliers (ZA) est de comprendre et de modéliser le fonctionnement des anthroposystèmes, de caractériser les trajectoires co-évolutives des systèmes naturels et sociaux qui les composent et d’établir des scénarios, à caractère prospectif, des divers futurs possibles. Les ZA S’inspirent des « Long Term Ecological Research » qui sont un réseau national d’observatoires écologiques mis en place aux États-Unis dès 1980,, et permettent le suivi des sites sur le long terme. En 2023 le Réseau des Zones Ateliers de l'InEE se compose de 15 ZA dont une en Afrique et une en Antarctique.

#### Autres dispositifs
- Observatoires hommes-milieux (OHM)[14]
- Sites d'étude en écologie globale (SEEG)
- Dispositifs de partenariat en écologie et environnement (DIPEE)
- Bases de données biodiversité, écologie, environnements, sociétés (BBEES - UAR[b] 3468)
- Plateforme de recherche européenne matériaux anciens (IPANEMA)

### Structures d'appui
Les structures ou services d'appui sont organisées en 6 pôles :
- Europe et International
- Communication
- Valorisation
- Ressources financières
- Ressources humaines et structures de recherche
- Archives des laboratoires

### Conseil scientifique
La direction de l'institut est épaulée par un conseil scientifique de 23 membres, chargé de donner des avis et recommandations à la direction de l'Institut de manière prospective sur la pertinence et l'opportunité des projets et activités de l'Institut.

### Unités de recherche
En août 2023, 180 unités de recherche sont rattachées à l'InEE dont 110 sont des UMR, 15 des FR, 26 des UAR, 8 des IRL, 1 EMR, 1 GDS, et 27 GDR.

## Prix et distinctions
Tous les ans depuis sa création en 1954 le Centre national de la recherche scientifique (CNRS) décerne les médailles d'Or, d'argent et de bronze à des personnalités scientifiques qu'elles soient ou non du CNRS. Il décerne également chaque année un "cristal" réservé à ses propres ingénieurs et personnels administratifs. Plus récemment (2011) une distinction a été mise en place pour honorer « une recherche exceptionnelle sur le plan technologique, thérapeutique, économique ou sociétal » : la médaille de l'innovation. Ces récompenses sont attribuées aux instituts du CNRS en fonction des thématiques et éventuellement des rattachements des récipiendaires, dont pour l'InEE dans les principales catégories :
Médaille d'or du CNRS
- Sandra Lavorel (2023)[18]
- Éric Karsenti (2015)[19]

Médaille de l'innovation du CNRS
- Claire Hellio (2023)[20]

- Antoine Aiello, directeur de la plateforme Stella Mare (2021)[21]

- Claude Grison (2014)[22]

Médaille d'argent du CNRS
- Anne Charmantier (écologie) (2024)
- Estelle Herrscher (anthropologie, bioarchéologie) (2024)
- Ludovic Orlando (paléogénomique) (2023)
- Hervé Piégay (géographie) (2023)
- Sandrine Costamagno (archéologie) (2022)
- Ana Rodrigues (écologie) (2022)
- Gilles Berillon (paléoanthropologie) (2021)
- Marie Balasse (archéozoologie) (2020)
- Isabelle Chuine (écologie) (2020)
- Nicolas Galtier (biologie évolutive) (2019)
- Emmanuelle Pouydebat (biologie de l'évolution) (2019)
- Wilfried Thuiller (écologie et modélisation) (2018)
- Éric Chauvet (écologie fonctionnelle) (2017)
- Purificación López-García (biologie évolutive) (2017)
- Jacques Pelegrin (préhistoire) (2017)
- Frédérique Viard (écologie et biologie évolutive) (2017)
- Jérôme Chave (écologie tropicale) (2016)
- Anne Tresset (archéozoologie) (2016)
- Tatiana Giraud (biologie évolutive) (2015)
- Marie-Paule Teulade-Fichou (chimie des acides nucléiques) (2015)
- Francesco d’Errico (préhistoire et évolution humaine) (2014)
- Sandra Lavorel (écologie fonctionnelle) (2013)
- Lluis Quintana-Murci (génétique des populations) (2013)
- Pierre Fraigniaud (informatique) (2012)
- Frédéric Thomas (biologie évolutive) (2012)
- Marie-Françoise André (géomorphologie) (2011)
- Franck Courchamp (écologie) (2011)
- Alain Manceau (sciences de l’environnement) (2010)
- Anca Muscholl (informatique) (2010)
- François Renaud (biologie de l’évolution) (2010)
- Françoise Burel (écologie) (2009)
- Henri Weimerskirch (naturaliste) (2009)
- Gilles Pinay (écologie fonctionnelle) (2008)
- Isabelle Olivieri (écologie) (2007)
- Stéphane Duday (physique de la matière) (2005)